# ییرژی پشک
ییرژی پشک (چکی: Jiří Pešek؛ ۴ ژوئن ۱۹۲۷ – ۲۰ مهٔ ۲۰۱۱) یک بازیکن فوتبال و مربی فوتبال اهل جمهوری چک بود.

## باشگاهی
از باشگاه‌هایی که در آن بازی کرده‌است می‌توان به باشگاه فوتبال اسلاویا پراگ، باشگاه فوتبال اسپارتا پراگ و باشگاه فوتبال بوهمیانس ۱۹۰۵ اشاره کرد. 

## تیم ملی
وی سابقه ۱۱ بازی در تیم ملی فوتبال چکسلواکی را در کارنامه دارد.